# Alice (série de televisão)
Alice é uma série de televisão estadunidense, do gênero sitcom, exibida pela CBS entre 31 de agosto de 1976 a 19 de março de 1985. 
A série, criada por Robert Getchell, é baseada no filme de 1974, Alice Doesn't Live Here Anymore, de Martin Scorsese. O programa é estrelado por Linda Lavin no papel-título, uma viúva que se muda com seu jovem filho para recomeçar a vida e encontra um emprego em uma lanchonete de beira de estrada em Phoenix, Arizona. A maioria dos episódios gira em torno de eventos no Mel's Diner, onde Alice trabalha.
Com mais de 200 episódios em nove temporadas, Alice foi a sitcom estadunidense de maior duração a contar com uma mulher no papel principal, até ser superada por Roseanne em 1996.

## Elenco

### Principal
- Linda Lavin como Alice Hyatt
- Vic Tayback como Mel Sharples
- Philip McKeon como Tommy Hyatt
- Polly Holliday como Florence Jean Castleberry (Flo) (temporadas de 1–4, 1976–1980)
- Beth Howland como Vera Louise Gorman Novak
- Diane Ladd como Isabelle Dupree (Belle) (temporadas de 4–5, 1980–1981)
- Celia Weston como Jolene Hunnicutt (temporadas de 5–9, 1981–1985)
- Charles Levin como Elliot Novak  (temporada 8: recorrente, temporada 9: regular, 1983–85)

### Personagens recorrentes
- Marvin Kaplan como Henry Beesmeyer (empregado da companhia telefônica, cliente regular da lanchonete) (1977–1985)
- Dave Madden como Earl Hicks (treinador de basquete, paquera da Flo, cliente regular da lanchonete) (1978–1985)
- Victoria Carroll como Marie Massey (namorada do Mel) (1978–1984)
- Martha Raye como Carrie Sharples (mãe do Mel) (1978–1984)
- Doris Roberts como Mona Spivak (mãe da Alice) (1981–1982)
- Robert Picardo como Oficial Maxwell, policial e parceiro de Elliott (1982–1984)
- Pat Cranshaw como Andy (cliente regular da lanchonete) (1976–1978)
- Tony Longo como Artie (cliente regular da lanchonete) (1981–1984)
- Patrick J. Cronin como Jason (cliente regular da lanchonete) (1976–1980)
- Duane R. Campbell como Chuck (cliente regular da lanchonete) (1978–1985)
- Ted Gehring como Charlie (cliente regular da lanchonete) (1979–1982)
- Alan Haufrect como Brian (cliente regular da lanchonete) (1978–1980)

## Episódios
| Temporada | Temporada | Episódios | Episódios | Originalmente exibido  | Originalmente exibido  | Nielsen ratings | Nielsen ratings |
| Temporada | Temporada | Episódios | Episódios | Estreia da temporada   | Final da temporada     | Posição         | Classificação   |
| --------- | --------- | --------- | --------- | ---------------------- | ---------------------- | --------------- | --------------- |
|           | 1         | 24        | 24        | 31 de agosto de 1976   | 26 de março de 1977    | 30              | 20.0            |
|           | 2         | 24        | 24        | 2 de outubro de 1977   | 9 de abril de 1978     | 8               | 23.2            |
|           | 3         | 24        | 24        | 24 de setembro de 1978 | 1 de abril de 1979     | 13              | 23.2            |
|           | 4         | 24        | 24        | 23 de setembro de 1979 | 6 de abril de 1980     | 4               | 25.3            |
|           | 5         | 20        | 20        | 2 de novembro de 1980  | 3 de maio de 1981      | 7               | 22.9            |
|           | 6         | 24        | 24        | 4 de outubro de 1981   | 16 de maio de 1982     | 5               | 22.7            |
|           | 7         | 23        | 23        | 6 de outubro de 1982   | 18 de setembro de 1983 | 41              | —               |
|           | 8         | 23        | 23        | 2 de outubro de 1983   | 20 de maio de 1984     | 25              | 17.2            |
|           | 9         | 16        | 16        | 14 de outubro de 1984  | 19 de março de 1985    | 58              | 12.5            |

Notas
1. 1 2  Empatada com M*A*S*H.
2. ↑  Empatada com The New CBS Tuesday Night Movies, Webster, 'Knight Rider e Hardcastle and McCormick.

## Prêmios e indicações
| Prêmio                                      | Ano  | Categoria                                                                 | Indicado(s)                                                      | Resultado |
| ------------------------------------------- | ---- | ------------------------------------------------------------------------- | ---------------------------------------------------------------- | --------- |
| Golden Globe Awards                         | 1979 | Melhor Série- Musical ou Comédia                                          | Alice                                                            | Indicado  |
| Golden Globe Awards                         | 1979 | Melhor Atriz - Musical ou Comédia                                         | Linda Lavin                                                      | Venceu    |
| Golden Globe Awards                         | 1979 | Melhor Atriz Coadjuvante                                                  | Polly Holliday                                                   | Venceu    |
| Golden Globe Awards                         | 1980 | Melhor Série- Musical ou Comédia                                          | Alice                                                            | Venceu    |
| Golden Globe Awards                         | 1980 | Melhor Atriz - Musical ou Comédia                                         | Linda Lavin                                                      | Venceu    |
| Golden Globe Awards                         | 1980 | Melhor Atriz Coadjuvante – Série, Minissérie ou Telefilme                 | Polly Holliday                                                   | Venceu    |
| Golden Globe Awards                         | 1980 | Melhor Atriz Coadjuvante – Série, Minissérie ou Telefilme                 | Beth Howland                                                     | Indicado  |
| Golden Globe Awards                         | 1980 | Melhor Ator Coadjuvante – Série, Minissérie ou Telefilme                  | Vic Tayback                                                      | Venceu    |
| Golden Globe Awards                         | 1981 | Melhor Série- Musical ou Comédia                                          | Alice                                                            | Indicado  |
| Golden Globe Awards                         | 1981 | Melhor Atriz - Musical ou Comédia                                         | Linda Lavin                                                      | Indicado  |
| Golden Globe Awards                         | 1981 | Melhor Atriz Coadjuvante – Série, Minissérie ou Telefilme                 | Diane Ladd                                                       | Venceu    |
| Golden Globe Awards                         | 1981 | Melhor Atriz Coadjuvante – Série, Minissérie ou Telefilme                 | Beth Howland                                                     | Indicado  |
| Golden Globe Awards                         | 1981 | Melhor Ator Coadjuvante – Série, Minissérie ou Telefilme                  | Vic Tayback                                                      | Venceu    |
| Golden Globe Awards                         | 1982 | Melhor Atriz Coadjuvante – Série, Minissérie ou Telefilme                 | Beth Howland                                                     | Indicado  |
| Golden Globe Awards                         | 1982 | Melhor Ator Coadjuvante – Série, Minissérie ou Telefilme                  | Vic Tayback                                                      | Indicado  |
| Golden Globe Awards                         | 1983 | Melhor Atriz Coadjuvante – Série, Minissérie ou Telefilme                 | Beth Howland                                                     | Indicado  |
| Online Film & Television Association Awards | 2008 | Television Hall of Fame                                                   | Alice                                                            | Venceu    |
| Primetime Emmy Awards                       | 1978 | Melhor Ator Coadjuvante em Série de Comédia                               | Vic Tayback                                                      | Indicado  |
| Primetime Emmy Awards                       | 1978 | Melhor Atriz Coadjuvante em Série de Comédia                              | Polly Holiday                                                    | Indicado  |
| Primetime Emmy Awards                       | 1979 | Melhor Atriz em Série de Comédia                                          | Linda Lavin                                                      | Indicado  |
| Primetime Emmy Awards                       | 1979 | Melhor Atriz Coadjuvante em Série de Comédia                              | Polly Holiday                                                    | Indicado  |
| Primetime Emmy Awards                       | 1980 | Melhor Atriz Coadjuvante em Série de Comédia                              | Polly Holiday                                                    | Indicado  |
| Primetime Emmy Awards                       | 1983 | Melhor Edição de Imagem em Série de Comédia com Multicâmera               | Tucker Wiard (episódio "Vera, the Torch")                        | Indicado  |
| Primetime Emmy Awards                       | 1983 | Melhor Mixagem de Som em Série de Comédia ou Drama (Meia Hora) e Animação | Jerry Clemans, Don Helvey (episódio "The Secret of Mel's Diner") | Indicado  |
| Primetime Emmy Awards                       | 1985 | Melhor Direção em Série de Comédia                                        | Marc Daniels (episódio "Tommy's Lost Weekend")                   | Indicado  |
| TV Land Awards                              | 2004 | Lanchonete Favorita                                                       | Mel's Diner                                                      | Indicado  |
| TV Land Awards                              | 2005 | Lanchonete ou Ponto de Encontro Mais Badalado                             | Mel's Diner                                                      | Indicado  |
| TV Land Awards                              | 2006 | Lanchonete ou Ponto de Encontro Mais Badalado                             | Mel's Diner                                                      | Indicado  |
| TV Land Awards                              | 2007 | Prêmio "Ela Trabalha Duro pelo Dinheiro" (Mãe Trabalhadora Favorita)      | Linda Lavin                                                      | Venceu    |
| TV Land Awards                              | 2008 | Melhor Ponto de Encontro                                                  | Mel's Diner.                                                     | Indicado  |
| Youth in Film Awards                        | 1981 | Melhor Ator Juvenil em Série de Televisão                                 | Philip McKeon                                                    | Indicado  |
| Youth in Film Awards                        | 1982 | Melhor Ator Juvenil em Série de Televisão                                 | Philip McKeon                                                    | Indicado  |

Notas
1. ↑  Empatada com Taxi.
2. ↑  Empatado com Danny DeVito em Taxi.
3. ↑  Empatada com Valerie Bertinelli em One Day at a Time.
4. ↑  Empatado com Pat Harrington Jr. em One Day at a Time.